# James Bond en los videojuegos
La franquicia de videojuegos de James Bond es una serie de juegos predominantemente de disparos y juegos de otros géneros (incluidos los juegos de rol y de aventuras). Varios juegos se basan en las películas de James Bond y son desarrollados y publicados por una variedad de compañías, centrándose en el agente ficticio del MI6 británico de Ian Fleming, James Bond. La propiedad intelectual es propiedad de Danjaq.

## Historia
| 1982 | Shaken but Not Stirred                |
| 1983 | James Bond 007                        |
| 1984 |                                       |
| 1985 | A View to a Kill                      |
| 1985 | James Bond 007: A View to a Kill      |
| 1986 | James Bond 007: Goldfinger            |
| 1987 | The Living Daylights                  |
| 1988 | Live and Let Die                      |
| 1989 | 007: Licence to Kill                  |
| 1990 | The Spy Who Loved Me                  |
| 1990 | Operation Stealth                     |
| 1991 | James Bond Jr.                        |
| 1992 |                                       |
| 1993 | James Bond 007: The Duel              |
| 1994 |                                       |
| 1995 | GoldenEye (portátil dedicado)         |
| 1996 |                                       |
| 1997 | GoldenEye 007                         |
| 1998 | James Bond 007                        |
| 1999 | Tomorrow Never Dies                   |
| 2000 | The World Is Not Enough (N64)         |
| 2000 | The World Is Not Enough (PS)          |
| 2000 | 007 Racing                            |
| 2001 | The World Is Not Enough (GBC)         |
| 2001 | James Bond 007: Agent Under Fire      |
| 2002 | James Bond 007: Nightfire             |
| 2003 | James Bond 007: Everything or Nothing |
| 2004 | GoldenEye: Rogue Agent                |
| 2005 | James Bond 007: From Russia with Love |
| 2006 |                                       |
| 2007 |                                       |
| 2008 | 007: Quantum of Solace                |
| 2009 |                                       |
| 2010 | GoldenEye 007                         |
| 2010 | James Bond 007: Blood Stone           |
| 2011 |                                       |
| 2012 | 007 Legends                           |
| 2013 |                                       |
| 2014 |                                       |
| 2015 |                                       |
| 2016 |                                       |
| 2017 |                                       |
| 2018 |                                       |
| 2019 |                                       |
| 2020 |                                       |
| 2021 |                                       |
| 2022 |                                       |
| 2023 |                                       |
| 2024 |                                       |
| 2025 |                                       |
| 2026 | 007: First Light                      |

### Era inicial (1983-1994)
En 1983, Parker Brothers lanzó el primer videojuego de James Bond, James Bond 007, para múltiples consolas.
Desde 1983, ha habido numerosos videojuegos basados en las películas, las novelas de Ian Fleming y los guiones originales creados por el desarrollador o editor del juego. Mindscape, Domark, Interplay y THQ crearon juegos de James Bond.
Los videojuegos fueron algo rentables en la década de 1980 y principios de la de 1990, presentando una mezcla de estilos que incluían acción de desplazamiento lateral y aventuras de texto.

### Era de Nintendo (1995-1998)
La popularidad de la serie de videojuegos de James Bond no aumentó rápidamente hasta GoldenEye 007 de Rare para Nintendo 64 en 1997. GoldenEye 007 amplió la trama de la película GoldenEye y es un juego de disparos en primera persona con modo multijugador. El juego recibió críticas muy positivas y vendió más de ocho millones de copias.
En 1998, Nintendo lanzó James Bond 007 para Game Boy desarrollado por Saffire. El juego presenta una historia que incluye personajes de varias películas de James Bond, como Oddjob y Jaws. También incorpora minijuegos de apuestas, como Baccarat y Blackjack.

### Era de Electronic Arts (1999-2005)
Electronic Arts asumió la licencia de MGM Interactive cuando un videojuego basado en Tomorrow Never Dies estaba en desarrollo en 1998. Tomando los conceptos iniciales para la adaptación del videojuego, el desarrollador Black Ops Entertainment manejó la forma final del título y el juego vio el a la luz del día en 1999 en PlayStation y recibió críticas mixtas de los críticos, aunque se convirtió en un éxito financiero. La siguiente entrada se basaría en The World Is Not Enough, que consistía en varias versiones lanzadas en múltiples plataformas, incluida una en Nintendo 64 desarrollada por Eurocom, una versión para PlayStation desarrollada por Black Ops Entertainment, y GameBoy Color por 2n Productions, con los tres obtuvieron resultados diferentes a pesar de tener éxito comercial. A diferencia de las dos versiones anteriores, los juegos de disparos en primera persona, la versión de GameBoy Color se juega desde una perspectiva de arriba hacia abajo.
En 2001, EA lanzó Agent Under Fire para Xbox, PlayStation 2 y GameCube, con una historia original y sin la semejanza del entonces actor de Bond, Pierce Brosnan. El juego agregó los elementos de disparos "ferroviarios" y segmentos de conducción a un juego de disparos en primera persona. El juego vendió casi 5 millones de copias, lo que lo convierte en el segundo juego más exitoso de la serie, aunque solo recibió críticas mixtas. No hay diferencias entre las versiones de la consola.
En 2002, Nightfire fue lanzado, coincidiendo con el 40 aniversario de la franquicia cinematográfica y conservando la semejanza de Brosnan con el personaje de Bond. Fue desarrollado por Eurocom para las consolas PlayStation 2, GameCube y Xbox, con un puerto para PC de Gearbox Software y un puerto para Mac de Aspyr. Las versiones de computadora son sustancialmente diferentes de las versiones de consola, con diferentes misiones, una historia modificada y juego en línea. En 2003, el juego también tenía una versión Game Boy Advance de JV Games, que también difiere de las versiones de consola y de PC.
En 2004, EA lanzó Everything or Nothing, desarrollado por EA Redwood, para PlayStation 2, GameCube y Xbox. A diferencia de las dos entregas anteriores, Everything or Nothing es un shooter en tercera persona con misiones de conducción, y está protagonizado por las voces y semejanzas de Pierce Brosnan, Judi Dench, Willem Dafoe y John Cleese, entre otros. Fue escrito por el guionista de GoldenEye y Tomorrow Never Dies, el guionista Bruce Feirstein, con una trama relacionada con la película de Roger Moore Bond A View to a Kill. Fue lanzado con críticas en su mayoría positivas, el juego también tenía una versión Game Boy Advance de JV Games, que difiere de las versiones de consola.
Más tarde ese año, GoldenEye: Rogue Agent se lanzó en las mismas plataformas con la excepción de la versión de Game Boy Advance. Un juego de disparos en primera persona vagamente relacionado con la franquicia Bond, un spin-off, protagonizado por un ex espía del MI6 conocido como "GoldenEye", que trabaja para Auric Goldfinger contra el Dr. Julius No. El juego fue criticado por su título engañoso y su historia pobre . El juego fue lanzado en PlayStation 2, Xbox, GameCube y Nintendo DS. EA enumeró a 007 Racing y GoldenEye: Rogue Agent como spin-offs, fuera del orden canónico que han construido.
2005 vio el lanzamiento de From Russia with Love, basada en la película de 1963 del mismo nombre. Está protagonizada por Sean Connery como James Bond, y los otros personajes tenían el mismo parecido con el elenco original. El juego es un juego de disparos en tercera persona del mismo estilo que Everything or Nothing, con expansiones en la historia y ciertos detalles cambiados (como cambiar SPECTRE por OCTOPUS, debido a problemas legales). El juego recibió críticas positivas y se lanzó en GameCube, Xbox, PS2 y PSP.
Electronic Arts anunció en 2006 un juego basado en el entonces próximo Casino Royale, pero terminó siendo cancelado porque no estaría listo para el lanzamiento de la película en noviembre. Este hecho, que llevaría a MGM a perder millones en tarifas de licencia, junto con el compromiso de EA de alejarse de los juegos de franquicias de películas y centrarse más en las propiedades intelectuales internas, llevó a la empresa a abandonar la franquicia Bond en mayo de 2006.

### Era de Activision (2006-2013)
Poco después de que Electronic Arts abandonara la licencia, en mayo de 2006, Activision adquirió derechos no exclusivos para desarrollar y publicar juegos de James Bond, que se convertirían en exclusivos en 2007. El primer juego de Activision fue Quantum of Solace, que se basó en la película de 2008 del mismo nombre que la película anterior Casino Royale. Fue desarrollado por Treyarch para PlayStation 3, Xbox 360, Wii y PC; Eurocom para PlayStation 2 y Vicarious Visions para Nintendo DS. El juego fue lanzado el 31 de octubre de 2008 y recibió críticas mixtas, y la versión de PlayStation 2 recibió las mejores críticas.
En el E3 de 2010, Nintendo reveló GoldenEye 007, un remake para Wii del juego de 1997. Desarrollado por Eurocom, utilizando su motor de juego Dead Space: Extraction, el juego actualizó la historia de la película, con un guion de Bruce Feirstein y el actual actor de Bond, Daniel Craig, como 007. Fue lanzado en noviembre de 2010 en todas las regiones y recibió resultados positivos. revisiones de críticos. Aproximadamente un año después, se lanzó un puerto mejorado del juego titulado GoldenEye 007: Reloaded para PlayStation 3 y Xbox 360. El puerto presentaba gráficos HD, nuevas misiones y compatibilidad con PlayStation Move en la versión de PS3.
El tercer juego Bond de Activision, Blood Stone fue lanzado el mismo día que GoldenEye 007 en noviembre de 2010. Desarrollado por Bizarre Creations, el juego volvió a ser un juego de disparos en tercera persona, presentaba una historia original y estaba protagonizado por Daniel Craig, Judy Dench y Joss Stone. el último de los cuales también cantó en el tema principal del juego "I'll Take it All". Fue lanzado para PlayStation 3, Xbox 360, PC y DS y recibió críticas mixtas de los críticos. El desarrollador Bizarre Creations fue cerrado por Activision a principios de 2011, solo unos meses después del lanzamiento del juego.
El 19 de abril de 2012, Activision anunció planes para un juego titulado 007 Legends para coincidir con el quincuagésimo aniversario de la franquicia cinematográfica de James Bond. El juego fue descrito como una "compilación de grandes éxitos", que vuelve a contar seis narraciones cinematográficas con una historia general para conectarlas. Se reveló que las misiones se basaron en Goldfinger, On Her Majesty's Secret Service, Moonraker, License to Kill y Die Another Day. El 9 de noviembre de 2012, Activision agregó la última misión al juego, lanzada como contenido descargable, que se basó en Skyfall. El juego fue lanzado para PlayStation 3, Xbox 360, PC y Wii U y recibió críticas negativas de los críticos. El desarrollador Eurocom cerró poco después del lanzamiento del juego en diciembre de 2012.
El 4 de enero de 2013, las tiendas en línea de Activision y Steam eliminaron la disponibilidad en línea y las páginas de Quantum of Solace, Blood Stone y 007 Legends sin explicación ni advertencia, solo para confirmar tres días después que la licencia del juego de James Bond fue revocada. Un mes después, Activision misma declaró que se alejaría de los juegos con licencia en una declaración formal.

### Futuro
El 7 de enero de 2014, el presidente y cofundador de Telltale Games, Kevin Bruner expresó su interés en hacer un futuro juego de James Bond si se le ofrecía la oportunidad. Afirmó que "soy un gran fanático de James Bond y siempre me frustran los juegos que lo convierten en un asesino en masa". Cuando se le preguntó qué licencia adaptaría a continuación si el dinero y los obstáculos para la licencia no fueran un factor. "Es un superespía, y esa es una habilidad diferente. Las películas lo hacen menos asesino en masa, y no hay mucha matanza en los libros, más espionaje e intriga". En junio de 2017 surgió un rumor de que Telltale estaba trabajando en un videojuego titulado 007 Solstice. Sin embargo, su estado resultó poco probable cuando Telltale se declaró en quiebra y cerró en noviembre de 2018.
El 21 de enero de 2016, el presidente de Curve Digital, Dominic Wheatley, expresó su interés junto con la compañía en la serie y dijo: "Estaría muy feliz de tener una licencia de James Bond. Podríamos hacer un juego de craqueo en torno a eso", y agregó que estos Las empresas más grandes pasan por alto las oportunidades, ya que Electronic Arts y Activision tienen sus propias direcciones IP y ya no quieren "promover la marca de otra persona".
El 19 de noviembre de 2020, IO Interactive anunció un juego titulado "Project 007" en el cual "Con una historia de Bond totalmente original, los jugadores se pondrán en la piel del agente secreto favorito del mundo para obtener su estado 00 en la primera historia de origen de James Bond.". El juego se encuentra actualmente en preproducción sin fecha de lanzamiento establecida, a partir de marzo de 2023.
El 4 de junio de 2025, "Project 007" de IO Interactive se reveló oficialmente bajo el título oficial 007: First Light, junto con una ventana de lanzamiento confirmada para 2026.

## Juegos cancelados
Octopussy (1983)
Poco después de que Parker Brothers lanzara James Bond 007 en 1983, se anunció otro videojuego, titulado Octopussy, basado en la película del mismo nombre. El juego estaba previsto para su lanzamiento en el sistema Atari 2600, Mattel Intellivision y sistemas compatibles. Programado para su lanzamiento en el verano de 1983, fue cancelado por razones desconocidas poco después de que fuera anunciado por Parker Brothers.
GoldenEye 007 (1997; 2008)
Se anunció una versión de carreras de GoldenEye 007 para Virtual Boy. El juego fue cancelado en 1996.
Se programó el lanzamiento de una versión renovada del juego GoldenEye 007 de Rare para Nintendo 64 en Live Arcade de Xbox 360 el 27 de febrero de 2008, pero Microsoft (que adquirió Rare y sus propiedades intelectuales en 2002) no pudo obtener los derechos de publicación de la propiedad intelectual. propietarios, Danjaq, LLC, resultando en la cancelación del proyecto. Se rumoreaba que Nintendo (el editor del título original) o Activision (que tenía derechos exclusivos para publicar videojuegos basados en la franquicia de James Bond en ese momento) podrían haber estado involucrados en la cancelación del proyecto, pero ninguna fuente confirma el rumor.
Tomorrow Never Dies: The Mission Continues (1998)
El lanzamiento original en VHS de Tomorrow Never Dies incluía un breve avance con Desmond Llewelyn que destacaba un juego que "comenzaría donde termina la película". Las imágenes muestran a Bond esquiando, buceando y conduciendo en tercera persona y en una misión de tiro en primera persona. El juego saldría para PlayStation y PC en el otoño de 1998 y lo estaba haciendo MGM Interactive, no EA; EA no participó en Bond hasta noviembre de ese año. Debido a que la división de películas de MGM había otorgado derechos exclusivos de consola de James Bond a Nintendo (para GoldenEye 007 para Nintendo 64), MGM tuvo que comprar algunos de sus derechos a Nintendo para poder hacer el juego.
Un juego de Tomorrow Never Dies fue lanzado el 16 de noviembre de 1999, distribuido por EA, pero con notables diferencias con el intento de 1998. El juego era un juego de disparos en tercera persona sin nivel de buceo. La historia sigue la trama de la película, no la continuación que se había planeado.
Un nivel en el juego ve a Bond esquiando por una montaña y matando a un terrorista japonés llamado Sotoshi Isagura (que había aparecido muy brevemente en la película), mientras que en otro escenario Bond tiene una misión de conducción en Suiza. Estos no eran de la película y pueden haber sobrevivido de la historia de 'continuación'.
The World Is Not Enough (2000)
Un juego basado en la película de 1999 The World Is Not Enough y que usaba el motor Quake III Arena para PC y PlayStation 2 fue cancelado a favor de Agent Under Fire. Electronic Arts pensó, en 2001, que había pasado demasiado tiempo desde el lanzamiento de la película y que los fanáticos ya no estarían interesados en el producto, ya que se estaban llevando a cabo las conversaciones sobre la película posterior de la serie, Die Another Day.
007 Racing sequel (2001)
Se rumoreaba que se estaba desarrollando una secuela de PlayStation 2 de 007 Racing.
Bond6 (2005)
EA Games comenzó el trabajo conceptual en el juego en 2003, bajo el título provisional de Bond6. El juego originalmente estaba destinado a ser lanzado en 2005, con Pierce Brosnan como James Bond. Una adaptación de videojuego de From Russia with Love comenzó a desarrollarse cuando Brosnan anunció que dejaría el papel, lo que puso fin a los planes para Bond6. El nivel de apertura previsto para el primero se modificó para el segundo, y el trabajo CGI destinado al juego se reutilizó en los comerciales de televisión de GoldenEye: Rogue Agent.
Casino Royale (2006)
Se estaba desarrollando un juego basado en la película del mismo nombre. Daniel Craig, en personaje de Bond, iba a dar su voz y semejanza al videojuego. Estaba programado para lanzarse en las plataformas PlayStation 3 y Xbox 360. El juego estaba desarrollado en un 15% cuando se canceló el proyecto, ya que Electronic Arts no lo terminaría para el lanzamiento de la película en noviembre de 2006. Más tarde, se descubrieron capturas de pantalla de desarrollo sin terminar del nivel de Venecia. 	
EA Confirm Casino Royale El debut de Activision en la serie, Quantum of Solace, combina las historias de Casino Royale y Quantum of Solace.
Blood Stone sequel (2011)
En diciembre de 2010, se filtraron algunas capturas de pantalla y un video en línea que mostraba un nuevo juego de James Bond, que compartía una jugabilidad similar a su predecesor, Blood Stone. Según se informa, el proyecto había sido desarrollado por Raven Software, pero se pospuso seis meses antes de la filtración, momento en el que se creía que el juego estaba nuevamente en desarrollo. Sin embargo, el juego fue finalmente cancelado debido a las bajas ventas de Blood Stone.
Skyfall (2012)
En enero de 2012, se anunció que Activision lanzaría un videojuego basado en Skyfall. Al final, se lanzó un nivel descargable basado en Skyfall para 007 Legends de Activision, aunque no se lanzó un juego completo.

## Otros juegos

### Juegos para móviles y teléfonos inteligentes
Desde 2002, se han publicado y distribuido en teléfonos móviles juegos con el personaje de Bond y la marca comercial 007. Los dos primeros están basados en secuencias de acción de Die Another Day, uno de ellos se titula Hover Chase y el otro es Ice Racer. Ambos fueron publicados por Vodafone.
Con el reinicio oficial de la franquicia cinematográfica en 2006, Sony Online Entertainment lanzó un juego de acción de desplazamiento lateral basado en Casino Royale desarrollado por Glu Mobile, siguiendo una historia inspirada en la película. De manera similar, el mismo equipo lanzó en 2008 un vínculo idéntico basado en Quantum of Solace. El mismo año, Sony Online Entertainment Los Angeles desarrolló y publicó un juego de lucha arcade para coincidir con la película antes mencionada, titulada Top Agent.
En 2014, se informó que Glu Mobile estaba trabajando en otro juego móvil con la licencia de James Bond. Un año después, su título fue revelado como World of Espionage, un juego de Point-and-click que vuelve a contar varias historias anteriores de la serie de películas, debutando en un modo de acceso temprano en julio de 2015 y lanzando una versión completa del juego en noviembre de ese mismo año. El juego, después de ser criticado universalmente por su contenido no inspirado, fue eliminado de las tiendas móviles en línea en diciembre de 2016 y Glu Mobile desconectó el título.

### Remakes hechos por fans
Con la popularidad puesta por GoldenEye 007 en 1997 en la Nintendo 64, los fanáticos del videojuego han hecho muchos intentos de rehacer o recrear el título con cambios de imagen actualizados en los motores actuales a lo largo del tiempo. Pero solo un proyecto tuvo éxito. Con el título GoldenEye: Source, el juego entró en desarrollo en 2005 y oficialmente vio su lanzamiento internacional en 2010, cinco años después de estar en modo beta alojado por el motor Source. Es un mod de conversión total basado en el modo multijugador del título mencionado anteriormente.
Un equipo diferente inició intentos similares en 2013 para portar el modo multijugador de Nightfire (2002) al motor Source, con la esperanza de lanzarlo en Steam bajo el título Nightfire: Source. El proyecto, a día de hoy, permanece en desarrollo.
Para conmemorar el 25 aniversario del videojuego, otro proyecto basado en GoldenEye 007 entró en desarrollo en 2017 en Unreal Engine 4, con el objetivo de lanzarlo en algún momento de agosto de 2022, basado en la campaña para un jugador del título. Sin embargo, en agosto de 2020, el equipo recibió una carta de cese y desistimiento de Danjaq, prohibiendo la nueva versión y despojando su uso de cualquier activo con licencia relacionado con la propiedad, incluidos James Bond y personajes relacionados. El proyecto renació como Spies Don't Die, una experiencia original "inspirada en los shooters en primera persona de los 90".

### Aparición en otros medios
El contenido descargable que incluye un paquete de autos usados en las películas de James Bond está disponible en Forza Horizon 4, con la marca y licencia oficial de Danjaq, LLC.